# Hydrozoanthus gracilis
Hydrozoanthus gracilis is een Zoanthideasoort uit de familie van de Hydrozoanthidae. De wetenschappelijke naam van de soort is voor het eerst geldig gepubliceerd in 1913 door Lwowsky.